# Biral
Biral (en bengali : বিরল) est une upazila du Bangladesh située dans le district de Dinajpur et dans la division de Rangpur. Elle compte 281 554 habitants au recensement de 2022.

## Géographie
L'upazila de Gurudaspur a une superficie de 353,58 km2. Elle est délimitée par les upazilas de Bochaganj et Kaharole au nord, l'upazila de Dinajpur Sadar et par la rivière Punarbhaba (en) à l'est, l'upazila de Dinajpur Sadar et le Bengale occidental au sud, et par l'upazila de Bochaganj et le Bengale occidental à l'ouest.

## Population
Selon le recensement de 2022 du Bangladesh, l'upazila de Biral compte une population de 281 554 habitants contre 257 925 en 2011, 231 476 en 2001 et 204 420 en 1991. 8,27 % des habitants vivent en zone urbaine.

## Administration
Gurudaspur est constituée en thana en 1915 et transformée en upazila en 1985. L'upazila est divisée en dix union parishads (en), Azimpur, Bhandra, Biral, Bijora, Dhamoir, Dharmapur, Farakkabad, Mangalpur, Ranipukur, et Shohorgram. Les union parishads sont subdivisés en 241 mauzas (en) et 238 villages.